# Seehausen (Wanzleben-Börde)
Seehausen – dzielnica miasta Wanzleben-Börde w Niemczech, w kraju związkowym Saksonia-Anhalt, w powiecie Börde.
Do 31 grudnia 2009 było to oddzielne miasto, które wchodziło w skład wspólnoty administracyjnej „Börde” Wanzleben.